# Пол, Александра (фигуристка)
Александра Джейн Пол (англ. Alexandra Jane Paul, 16 сентября 1991 — 22 августа 2023) — канадская фигуристка, выступавшая в танцах на льду. Вместе со своим партнёром по фигурному катанию и будущим мужем Митчеллом Исламом она выиграла серебряную медаль на чемпионате мира среди юниоров 2010 года. Пол и Ислам были бронзовыми призёрами Nebelhorn Trophy 2013 года, трёхкратными бронзовыми призёрами сборной Канады (2011, 2014—2015 годы) и представляли свою страну на зимних Олимпийских играх 2014 года.

## Карьера
На чемпионате Канады среди юниоров в 2009 году заняла третье место вместе с Джейсоном Чепердаком. Затем она начала искать нового партнёра и в феврале 2009 года встала в пару с Митчеллом Исламом, фигуристом из школы фигурного катания «Марипоса» в Барри (Онтарио). Они участвовали в двух юниорских Гран-при 2009—2010, заняв четвёртое место в Польше и пятое в Турции. Они выиграли золото на чемпионате Канады среди юниоров и были отправлены на юниорский чемпионат мира, где завоевали серебряную медаль.
В своем дебютном взрослом Гран-при на Skate Canada International 2010 они стали четвёртыми. Следующим их мероприятием стал Кубок России 2010 года. Падение в коротком танце и травма ребра у Александры не позволили закончить соревнование. На чемпионате Канады 2011 года Пол и Ислам заняли третье место. После этого они вошли в сборную Канады запасными на чемпионате мира 2011 года.
Пол и Ислам финишировали восьмыми на Skate America 2011. Они снялись с соревнований перед произвольным танцем на NHK Trophy 2011 после того, как заняли седьмое место в короткой программе: Пол получила травму в результате столкновения с итальянцами Лоренцей Алессандрини и Симоне Ватури на утренней тренировке. Кроме этого, в сезоне 2011—2012 у Александры была травма колена.
На чемпионате Канады 2013 года они заняли четвёртое место.
Следующий сезон Пол и Ислам начали с бронзы на Nebelhorn Trophy 2013. Они заняли пятое место на этапе Гран-при Skate Canada International 2013. Завоевав бронзовую медаль на чемпионате Канады 2014 года, они были направлены на зимние Олимпийские игры 2014 года в Сочи, где заняли 18 место.
Пол и Ислам заняли 13 место на чемпионате мира 2015 года в Шанхае. Несколько недель спустя они сменили тренера, присоединившись к Мари-Франс Дюбрёй, Патрису Лозону и Ромену Агеноэру в «Gadbois» в Монреале.

## Биография
Александра Пол родилась 16 сентября 1991 года в Торонто. Её отец — рентгенолог. У неё было две сестры. Она изучала политологию в Оклендском университете, окончив его 2017 году. В 2020 году она получила степень доктора юридических наук на юридическом факультете Виндзорского университета, а в 2021 году начала карьеру младшего юриста в фирме Barriston Law.
Александра Пол и Митчелл Ислам поженились в сентябре 2021 года. В конце 2022 года она родила сына Чарлза. 22 августа 2023 года Пол погибла, когда её машину сбил грузовик.